# Жорж Клод
Жорж Клод (фр. Georges Claude; 24 вересня 1870 — 23 травня 1960) — французький хімік, конструктор першої неонової лампи (1910). Активно працював над скрапленням газів, вивченням і популяризацією неонового освітлення, експериментами над отриманням енергії за рахунок викачування холодної води з морських глибин.

## Біографічні дані
Народився 24 вересня, 1870 року в Парижі (Франція). Закінчив Вищу школу промислової фізики та хімії міста Парижа у 1889 році.
Систему скраплення повітря Клод розробив у 1902-му, його винахід дозволив отримувати у промислових масштабах скраплений кисень, азот і аргон. Того ж року заснував компанію з виробництва технічних газів Air Liquide, яка працює дотепер.

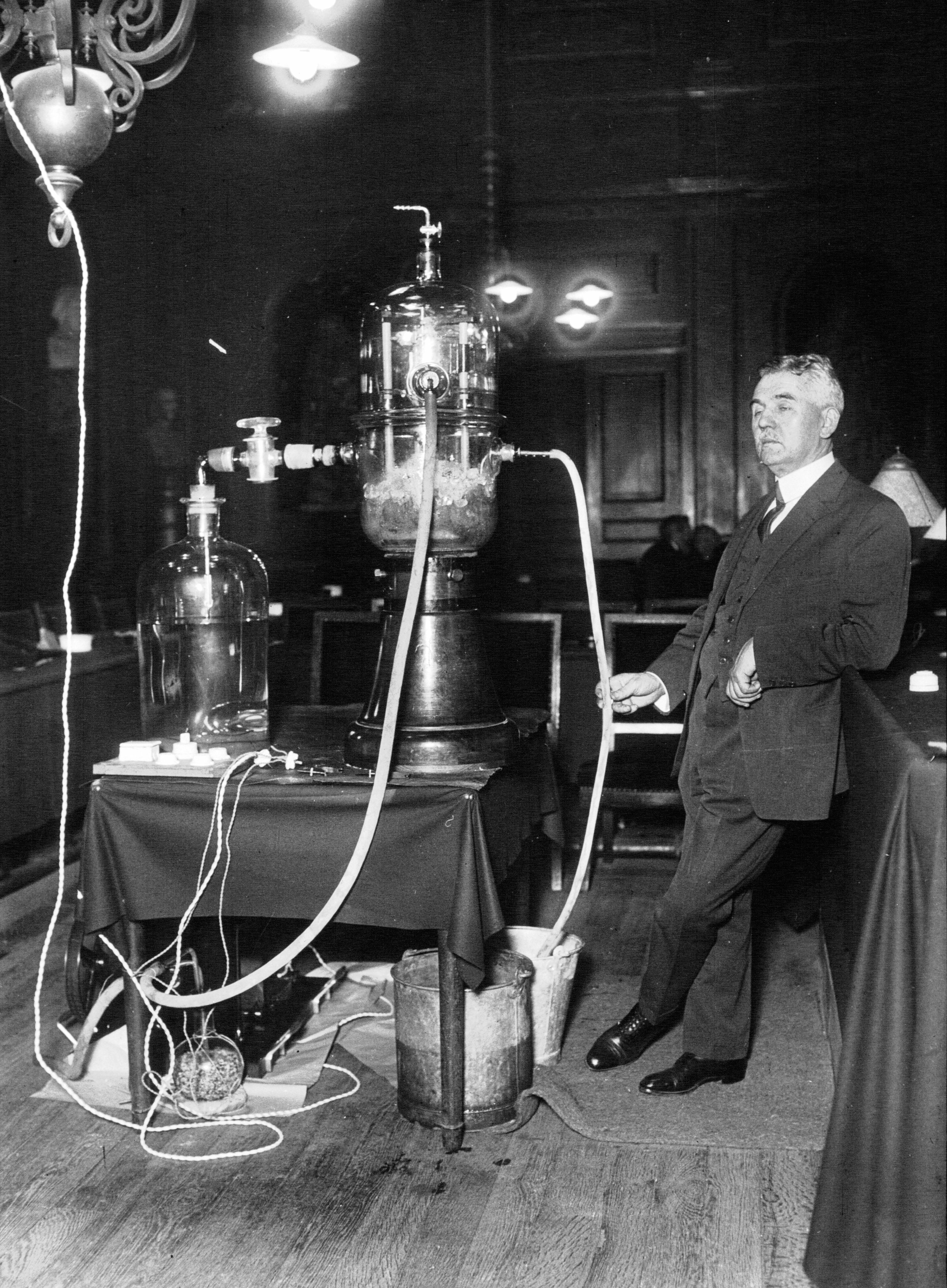
Клод демонструє перетворювач термальної енергії океану

У грудні 1910 року Жорж Клод виготовив першу газорозрядну лампу, заповнену неоном. 9 листопада 1911 Клод запатентував неонову рекламу. У 1920-ті Жорж Клод першим запропонував удосконалити лампи розжарення заміною аргону криптоном, що вело до зниження теплових втрат. Експериментально цю ідею першим перевірив угорський фізик Імре Бродь.
У 1930-му побудував на Кубі першу діючу установку потужністю 22 кВт з отримання електроенергії з океану.
Жорж Клод був активним прихильником маріонеткового уряду Віші. Клод встиг зробити серію публікацій, у яких висловлював підтримку колабораціонізму і увійшов в один із колабораціоністських комітетів в 1940-му.
У 1944-му, після звільнення Франції, Клод постав перед судом. Вченого виключили з Французької академії наук, звинувачення в пропаганді вішистів були визнані обґрунтованими. Клод був засуджений до довічного ув'язнення, але в 1950 році його звільнили.
Французький хімік Жорж Клод помер у 1960 році в Парижі.